# Pfleghaus (Mindelheim)

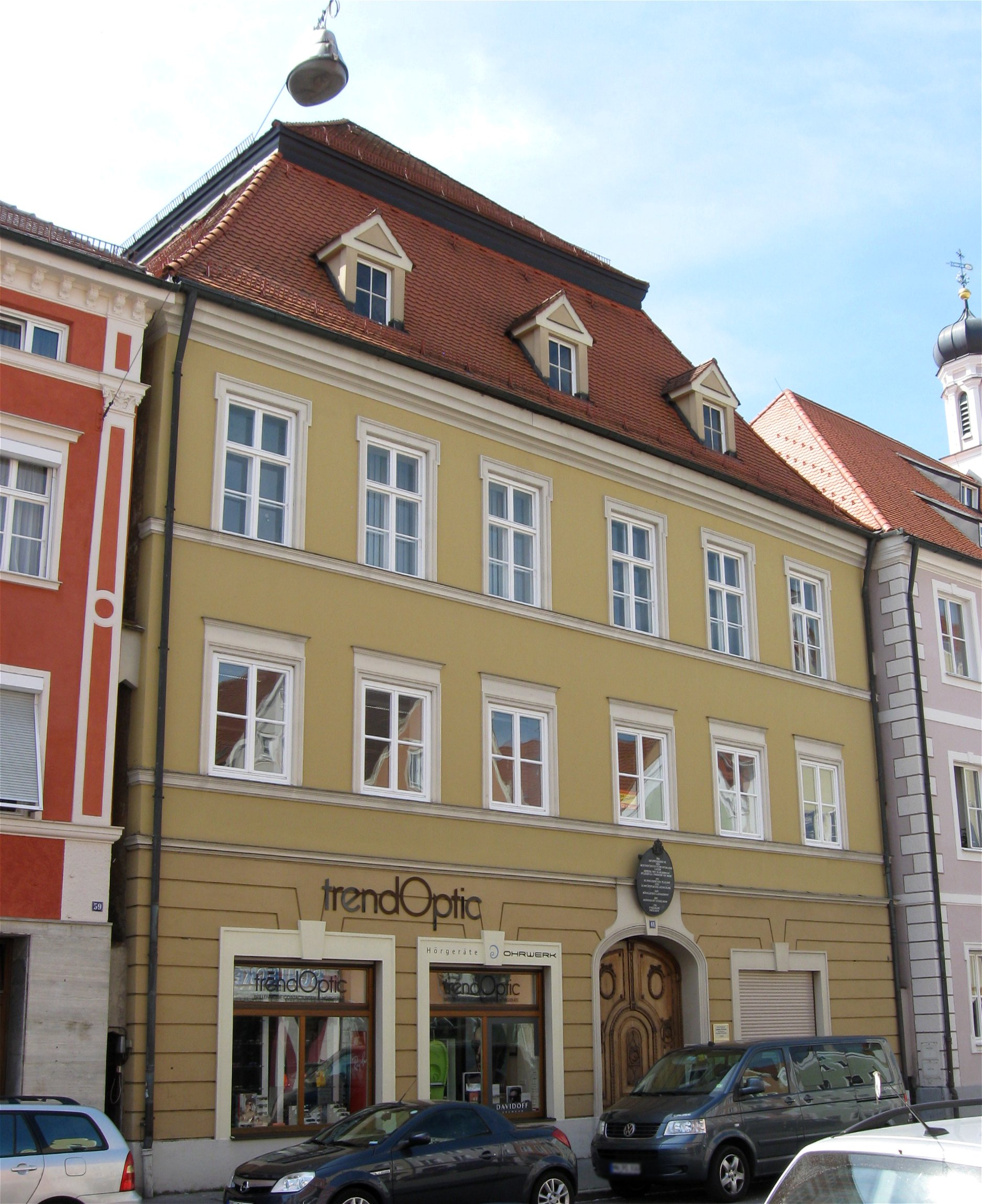
Pfleghaus in Mindelheim

Das Pfleghaus in Mindelheim, der Kreisstadt  des Landkreises Unterallgäu in Bayern, wurde Anfang des 18. Jahrhunderts errichtet. Das ehemalige Wohnhaus des Pflegers an der Maximilianstraße61 ist ein geschütztes Baudenkmal.

## Beschreibung
Der dreigeschossige Mansardwalmdachbau mit profiliertem Traufgesims wurde Anfang des 18. Jahrhunderts erbaut. Das Dach stammt vermutlich vom Ende des 18. Jahrhunderts. Über dem rundbogigen Portal ist eine Gedenktafel angebracht.